# 암스테르담 국제 학교

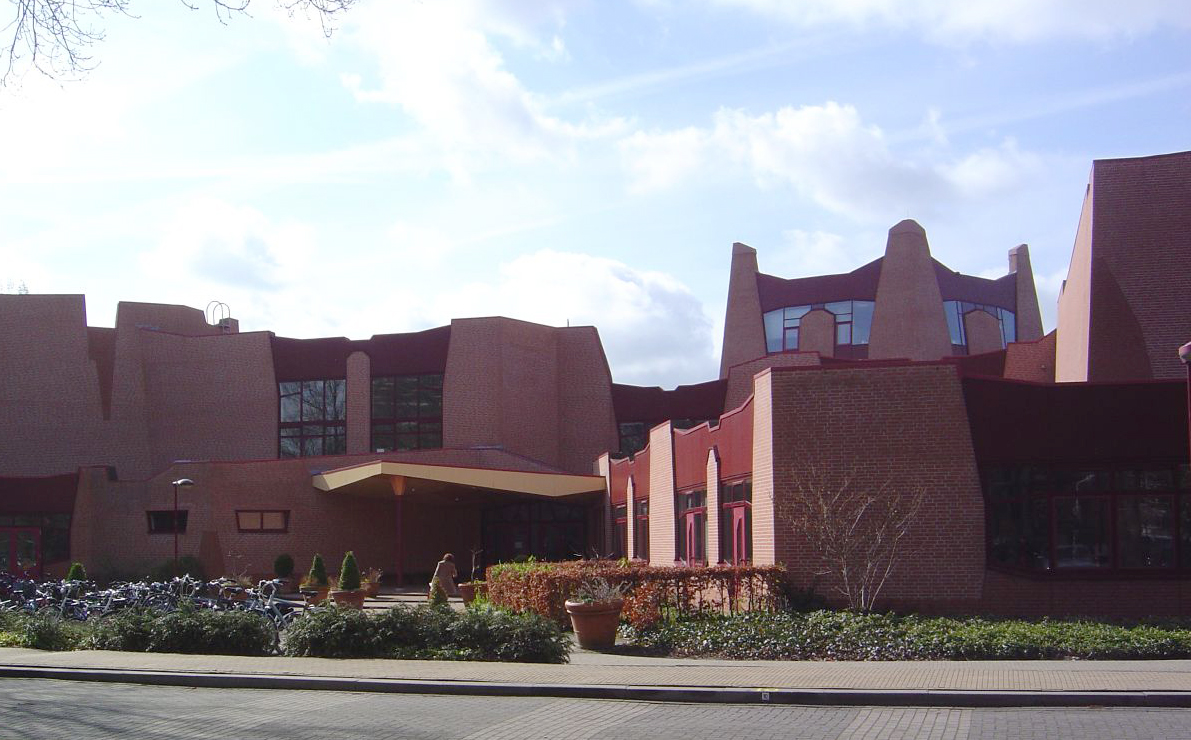

암스테르담 국제 학교(Internationale School van Amsterdam)는 네덜란드 암스테르담 소재 사립 12년제 국제 초중고등학교이다.

## 개교
이 학교는 1964년에 첫 개교되었다.